# Werner Malbran
Werner Malbran, eigentlich Hellmut Werner Hoffmann, (* 26. Juli 1900 in Berlin; † 28. März 1980 in Bremen) war ein deutscher Schauspieler, Regisseur, Drehbuchautor, Synchronautor und Filmproduzent.

## Leben
Der Sohn von Dr. Franz Hoffmann, Wirklicher Geheimer Oberregierungsrat (der höchste Beamtenstatus der preußischen Regierung und würdig der Anrede als „Exzellenz“) im Ministerium für Handel und Gewerbe und mit Dr. Bill Drews Herausgeber der dritten, vollständig umgearbeiteten Auflage des Handwörterbuch der Preussischen Verwaltung (1928), entwickelte schon früh eine Affinität zu Bühne und Film. Bereits der Vater hatte 1922 für eine Dokumentarfilmproduktion mit dem Titel Hunde im Leben großer Männer den Fürsten Otto von Bismarck verkörpert. So gab der Vater auch die Zustimmung für die künstlerischen Pläne des Sohnes, nachdem dieser sechs Semester Literaturgeschichte, Philosophie und Nationalökonomie studiert hatte.
Malbran, der als Künstlernamen den Namen einer französischen Hugenotten-Vorfahrin für seine eigene Tätigkeit übernommen hatte, arbeitete zunächst als Schauspieler, Operettentenor und Regisseur an Berliner Bühnen. 1928 erbte er ein Lichtspielhaus in Grunewald. Kurz darauf wechselte er als Arrangeur der Bühnenschau an den Titania-Palast. Von 1930 bis 1931 leitete er schließlich das Ufa-Theater Universum, ehe er Leiter des Berliner Gloria-Palastes wurde. 1936 verließ er dieses bedeutende Filmtheater und wandte sich stattdessen der Filmindustrie zu.
Neun Jahre lang leitete er die Herstellungsgruppe der Tobis-Tonbild-Syndikat AG. Malbran entwickelte die Formate Der Trichter und Ufa-Potpourri, für die zumeist Schnittabfälle der Wochenschau aufbereitet wurden, und zeichnete für die Herstellung von siebzig Kultur- und Werbefilmen verantwortlich. Als Produktionsleiter betreute er Spielfilme wie Wolfgang Staudtes Akrobat schö-ö-ö-n, Man spricht von Jacqueline und Gauner im Frack. Daneben schrieb er auch die Liedtexte für den Hans-Albers-Film Unter heißem Himmel. Außerdem leitete Malbran das Regie- und Nachwuchsstudio von Tobis. Dort soll er unter anderem die Regisseure Volker von Collande, Hans Müller, Wolfgang Staudte und Peter Pewas sowie Claude Farell, Gerti Soltau und Claus Holm entdeckt haben.
Er heiratete am 26. Oktober 1924 Elisabeth Paula Tolkmitt, Tochter des Güterdirektors Paul Tolkmitt in Groß Samrodt, Ostpreußen. Seine Tochter Marlis Carmen Hoffmann, geboren am 17. Oktober 1925 in Berlin, griff in ihrer Karriere als Schauspielerin den Künstlernamen ihres Vaters auf und wurde als „Lisca Malbran“ bekannt. Sie starb am 6. Juni 1946 in Kopenhagen, Dänemark.
Nach dem Zweiten Weltkrieg konnte Malbran nahezu nahtlos an seine frühere Karriere anknüpfen. So eröffnete er ein Kino in seiner Heimatstadt Berlin und nahm 1948 eine Tätigkeit als Dialogautor und -regisseur bei der Internationalen Film-Union GmbH Remagen auf. In dieser Funktion besorgte er unter anderem deutsche Fassung der Laurel&Hardy-Komödie Lange Leitung. Später war er auch als Synchronautor und -regisseur in Hamburg tätig, so beispielsweise für die Rhythmoton Film Produktion für das Kriegsdrama Wenn das Herz spricht von Compton Bennett und für die Synchron Film GmbH Hamburg für Carlo Pontis Europa 51.

## Filmografie (Auswahl)

### Regie und Produktion
- 1947/48: Leckerbissen (auch Drehbuchautor)
- 1949/50: Sie sind nicht mehr (auch Drehbuchautor)
- 1950/51: Hallo, die große Weltrevue

### Produktion
- 1941: Ins Grab kann man nichts mitnehmen (Produktionsleitung)
- 1942: Aus eins mach‘ vier (Produktionsleitung)
- 1942/43: Akrobat schö-ö-ö-n (Produktionsleitung)

### Regie
- 1941: Wir erinnern uns gern
- 1951: Um die Europameisterschaft
- 1957: Der Graf von Luxemburg (nur Regie-Assistenz)